# 阿史那职御
阿史那职御（？—？），阿史那氏，一名实，封号褥但特勤，一作褥檀特勤，沙钵略可汗之子，颉伽施多那都蓝可汗同母弟。

## 生平
开皇十一年（591年），都蓝可汗派遣阿史那职御前往隋朝进献于阗玉杖，隋文帝任命阿史那职御为柱国，封康国公。开皇十七年（597年），都蓝可汗与启民可汗之间互相攻伐，开皇十九年（599年）都蓝被部下所杀，继而成为大可汗的是西突厥系统的达头可汗，达头可汗的继位引起了突厥各部的强烈反对，并导致了突厥大乱。阿史那职御因此留在了中原，而没有再回到漠北草原。大业三年正月初一（607年2月2日），隋朝大规模陈列车辆服饰旌旗仪仗等物品，恰逢突厥启民可汗拜见，启民可汗非常羡慕，请求穿汉人的服饰，隋炀帝不答应。次日（607年2月3日），启民可汗率领左光禄大夫阿史那职御，左光禄大夫、特勤阿史那伊顺，右光禄大夫、意利发史蜀胡悉等人一起上表，坚决请求赐服饰。隋炀帝非常高兴，对牛弘等人说：“过去汉朝刚刚建立君臣之礼时，汉高祖才知道做天子的尊贵。现在衣冠特别齐备，足以使单于诚心归附，这是你们的功劳。”

## 家庭

### 祖父
- 颉杰娑那可汗，阿史那科罗[3]

### 父亲
- 乙史波罗可汗，阿史那摄图[3]

### 子女
- 史善应，第四子，唐朝上柱国、左卫将军、弓高侯[3]

### 孙子女
- 史崇礼，唐朝广济府左果毅都尉、弓高侯[2]